# Nino Bibbia
Nino Bibbia (n. 15 martie 1922, Bianzone, Lombardia, Regatul Italiei – d. 28 mai 2013, San Murezzan, cantonul Graubünden, Elveția) a fost un săritor cu schiurile ce a reprezentat Italia, medaliat olimpic. A participat la o ediție a Jocurilor Olimpice (1948) în care a câștigat o medalie de aur.

## Participări
Lista de mai jos prezintă principalele competiții la care a participat Nino Bibbia de-a lungul carierei.
- Olympische Winterspiele 1948/Skeleton[*]